# Žabljak Crnojevića
Žabljak Crnojevića, srednjovjekovni grad i utvrda na ušću rijeke Morače u Skadarsko jezero, osnovan još za doba Vojislavljevića i Dukljanskoga kraljevstva u 11. stoljeću, jedno vrijeme crnogorska prijestolnica.

## Povijest
Povijesni izvori iz 15. stoljeća, za doba Stefana I. Crnojevića i Gospodara Ivana Crnojevića, Žabljak Crnojevića opisuju kao državno središte. Iz njega je pokušan organizirani otpor navali Osmanlija kroz ravnicu okolo Skadarskog jezera. U Žabljaku Crnojevića bila je dvorska palača i Crkva sv. Đorđija.
No, prijestonica je 1478. godine bila konačno zauzeta, a Crnojevići su izmjestili državno središte u planine, u konačnom na Cetinje. 
Osmanlije su crkvu unutar Žabljaka Crnojevića pretvorile u džamiju, ojačali su bedeme i pretvorili ga u snažan vojni objekt prema ostatku slobodne Crne Gore. 
Kotoranin Marijan Bolica u svom opisu Skadarskog sandžakata 1614. godine bilježi da je ovo snažna i suvremena utvrda kojom upravlja dizdar aga, osmanski gospodar. Navodi još da okolo utvrde ima oko 250 domova.
Crnogorci su Žabljak Crnojevića, tijekom povijesti, više puta nastojali osvojiti. Za doba vladara Petra II. Petrovića crnogorski junak Kenjo Stankov Janković je 1835. godine s 12 suboraca uskočio unutar bedema te zarobio Jakub-agu i 60 vojnika. No, Žabljak Crnojevića će do 1878. godine ostati u posjedu Osmanlija, od kada se trajno nalazi u Crnoj Gori.

## Vanjske poveznice
- Žabljak Crnojevića, montenegro.com (crnog.)
- Fotoreportaža – Žabljak Crnojevića, 27. svibnja 2019., montenegrina.net (crnog.)